# Мидълсекс (окръг, Масачузетс)
Вижте пояснителната страница за други значения на Мидълсекс.
Окръг Мидълсекс (на английски: Middlesex County) е окръг в щата Масачузетс, Съединени американски щати. Площта му е 2196 km², а населението – 1 589 774 души (2016). Административни центрове са градовете Кеймбридж и Лоуъл.